# Utricularia nelumbifolia
Utricularia nelumbifolia är en tätörtsväxtart som beskrevs av Gardn.. Utricularia nelumbifolia ingår i släktet bläddror, och familjen tätörtsväxter. Inga underarter finns listade i Catalogue of Life.

## Bildgalleri

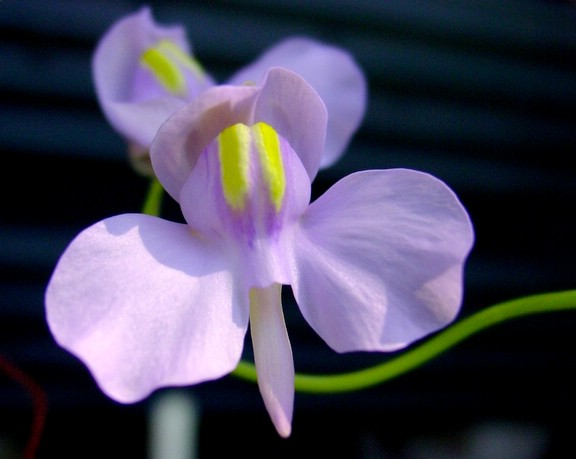